# Jacquier
Artocarpus heterophyllus, Jaquier
Pour les articles homonymes, voir Jacquier (homonymie).
Espèce
Classification phylogénétique
Le jaquier ou jacquier, (Artocarpus heterophyllus), est une espèce d'arbres de la famille des Moraceae, originaire du sous-continent indien, cultivé et introduit dans la plupart des régions tropicales, en particulier pour son fruit comestible, la pomme jaque, surnommée le « fruit du pauvre ». L'espèce fait partie du même genre botanique que l’arbre à pain, Artocarpus altilis, auquel il est similaire. Il est cultivé majoritairement en Asie du Sud-Est, au Brésil, à Maurice, aux Comores, à La Réunion, où l'arbre est appelé pied jack et le fruit mûr est un jack mûr, et en Haïti, où il est appelé jaca ou jaqueiro. À Madagascar, il est appelé ampalibe.

## Variétés
- Jaque dur dont les fruits restent fermes à maturité,
- jacque sosso aux fruits à chair plus molle,
- jaque miel à jus très sucré.

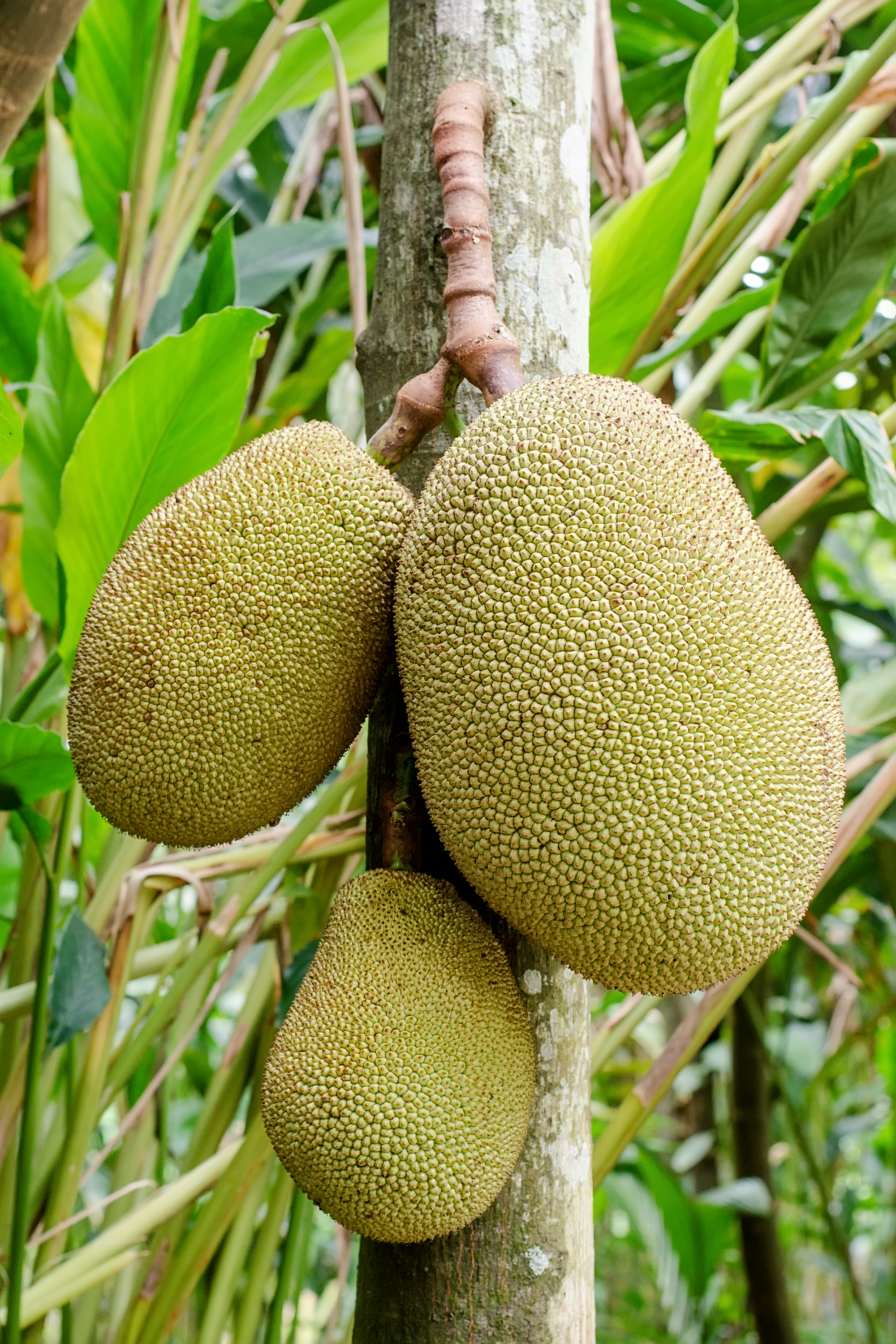
Détail du fruit du jaquier sur l'arbre.
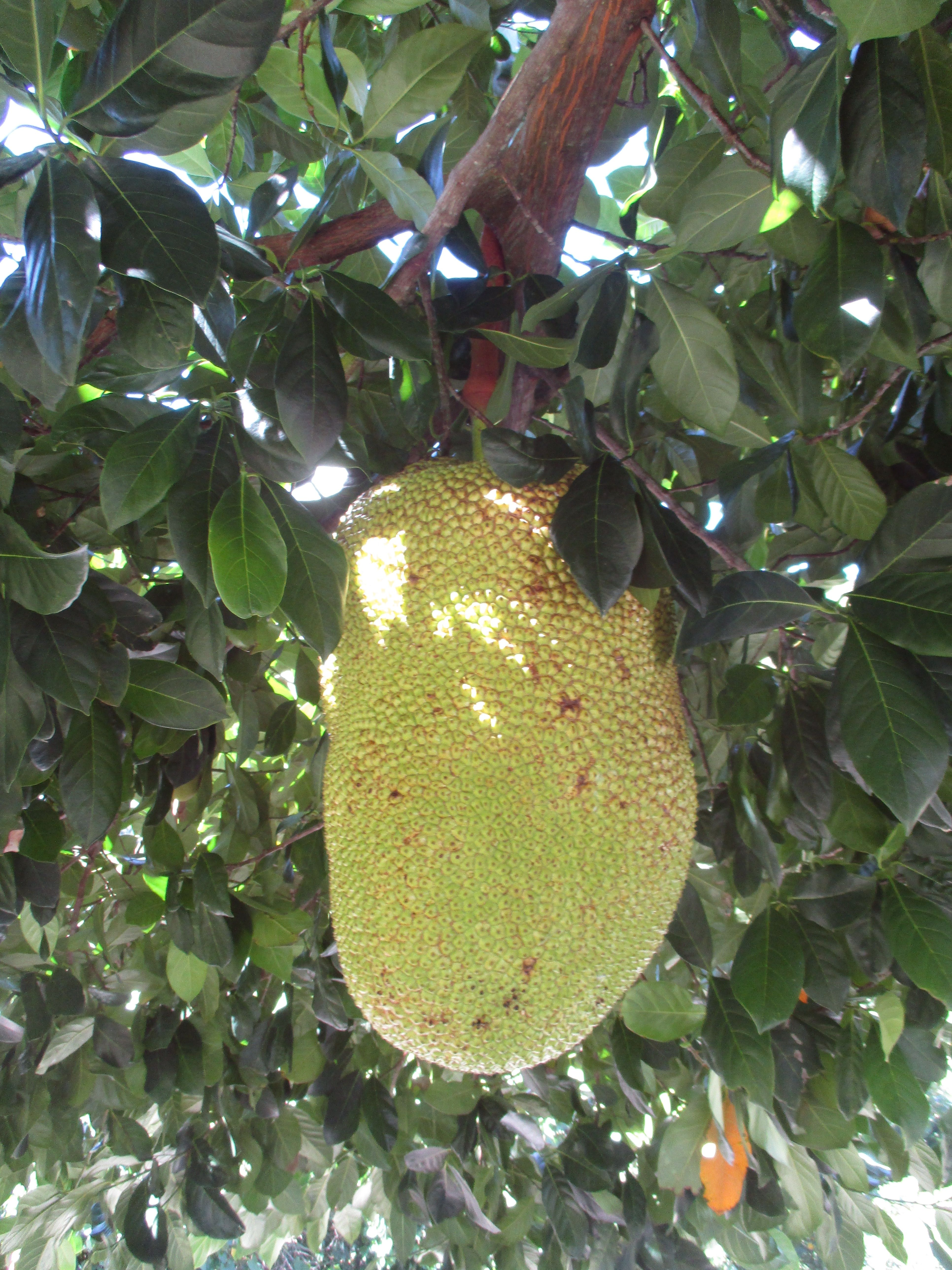
Fruit du jacquier à Tahiti.
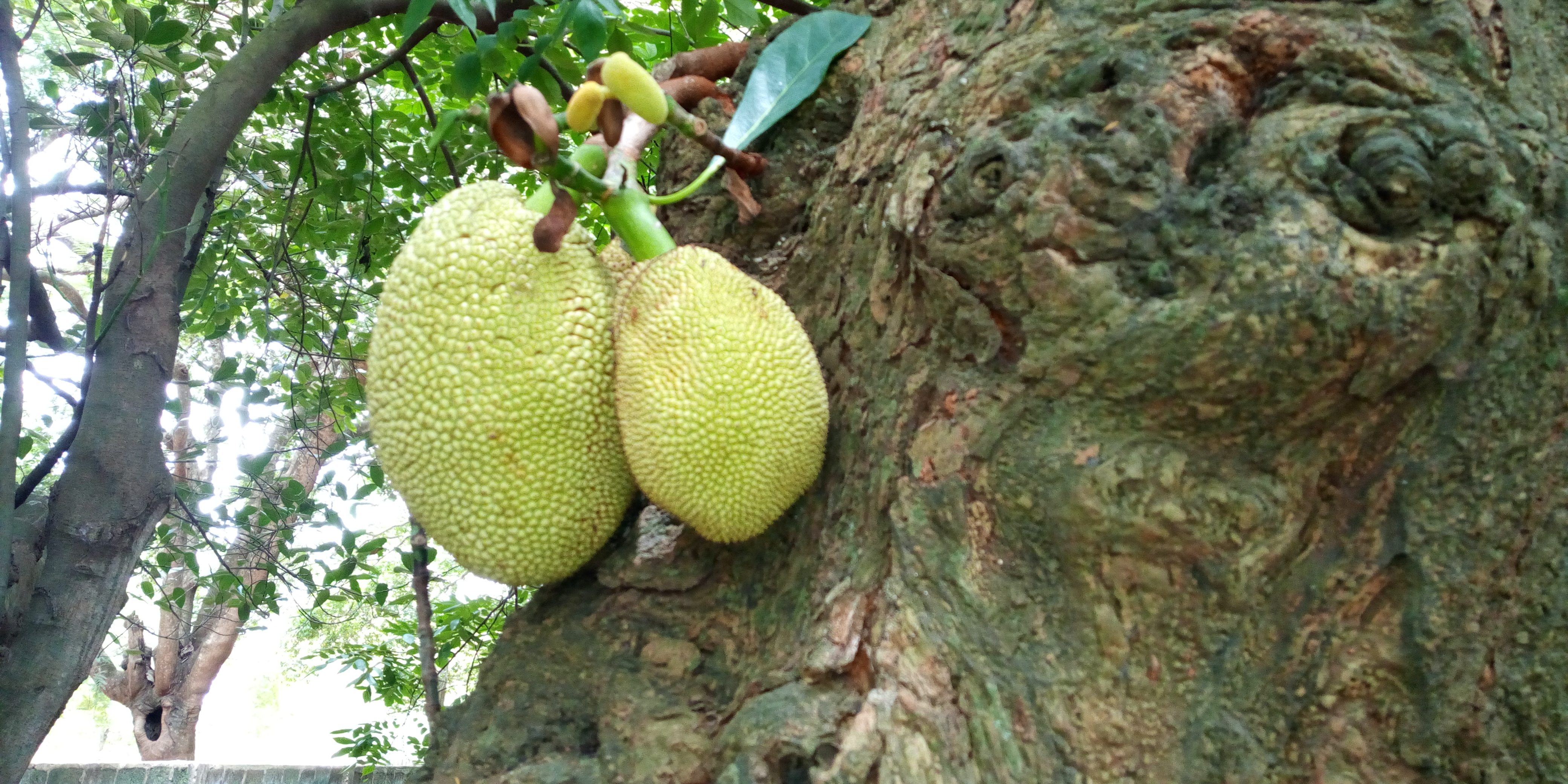
Jacquier au jardin des plantes et de la nature de Porto-Novo (Bénin).

## Caractéristiques

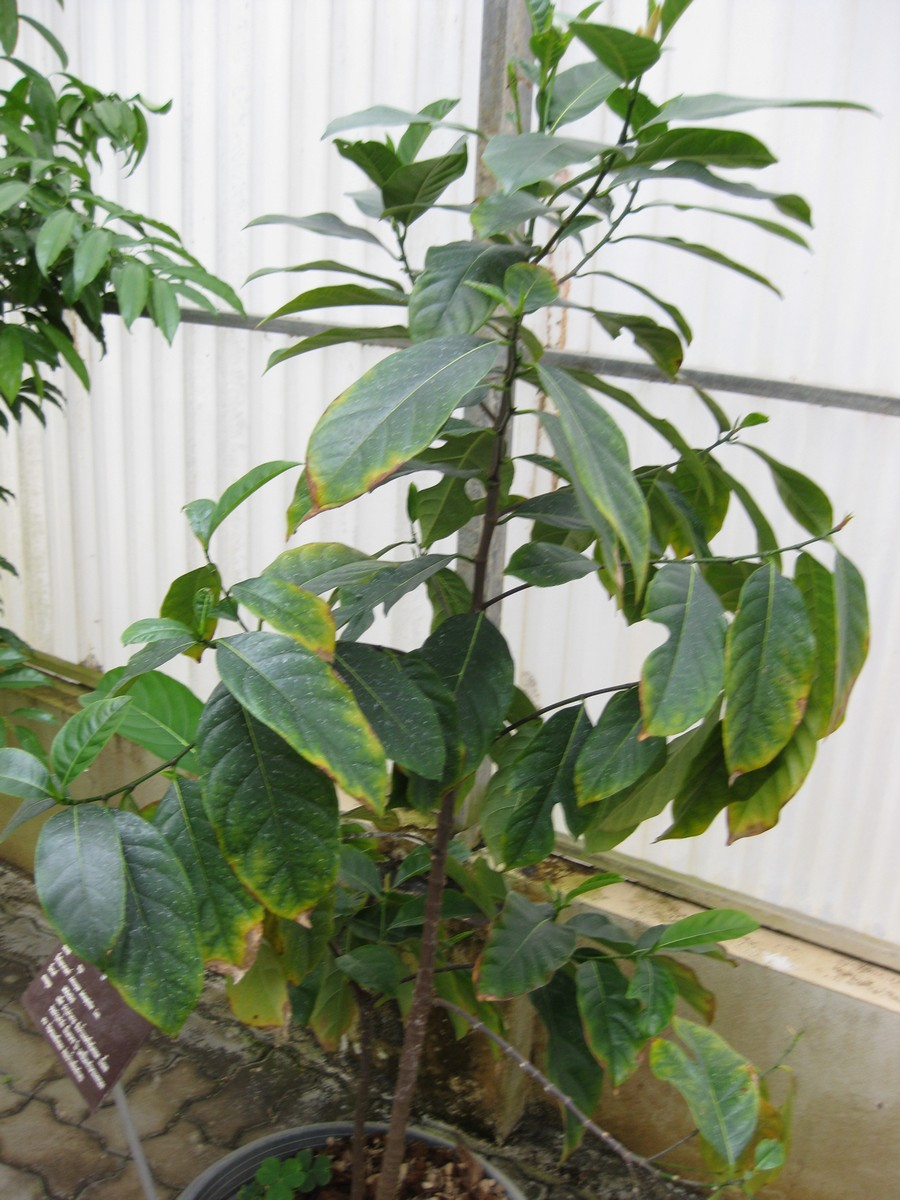
Jeune arbre en pot, Jardin botanique de la reine Sirikit, Thaïlande.

Le jacquier est un arbre de forme étalée large, arrondie, mesurant jusqu'à 20 m, voire parfois 30 m de haut.
L'espèce est cauliflore, c'est-à-dire que les fleurs puis les fruits poussent directement sur le tronc et les grosses branches de l'arbre (contrairement à l'arbre à pain).
Le fruit du jaquier est la pomme jaque (ou jacque, en créole : petit jaque, ti'jaque ou ti'jac). Il s'agit d'une polydrupe pesant généralement plusieurs kilos (de 1 à 42 kg), fruit caractéristique de la famille des Moraceae. C'est le plus gros fruit comestible pour l'homme issu d'un arbre fruitier : il mesure jusqu'à 90 cm de long à maturité.
Le jaquier commence à avoir des fruits trois ans après la plantation.

## Utilisations

### Alimentation
Le fruit mûr a une saveur douce et une odeur forte et sucrée, évoquant un mélange d'ananas et de mangue. Sa chair peut être consommée crue ou préparée en confiture.
On peut aussi préparer le fruit vert, haché menu, en plat salé. À La Réunion, on le cuit ainsi avec du boucané, pour préparer la fameuse recette populaire du ti'jaque boucané.
En Europe, il peut être acheté dans des magasins de produits exotiques.
Les graines, qui sont toxiques crues, sont comestibles quand elles sont grillées ou bouillies. Elles peuvent être mangées telles quelles ou incorporées à des plats traditionnels (rougails). Leur goût rappelle celui des pommes de terre.

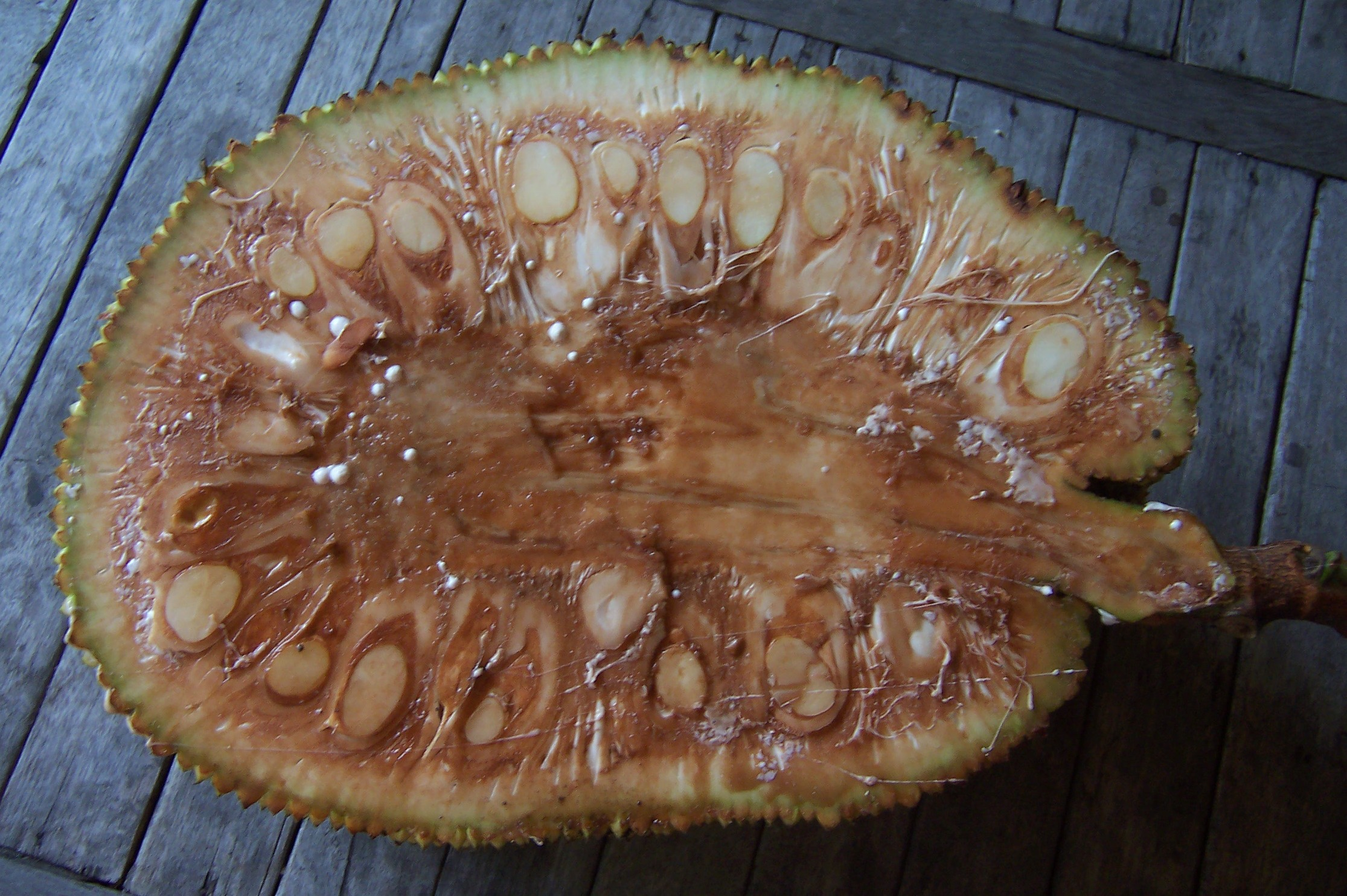
Section d'un fruit.
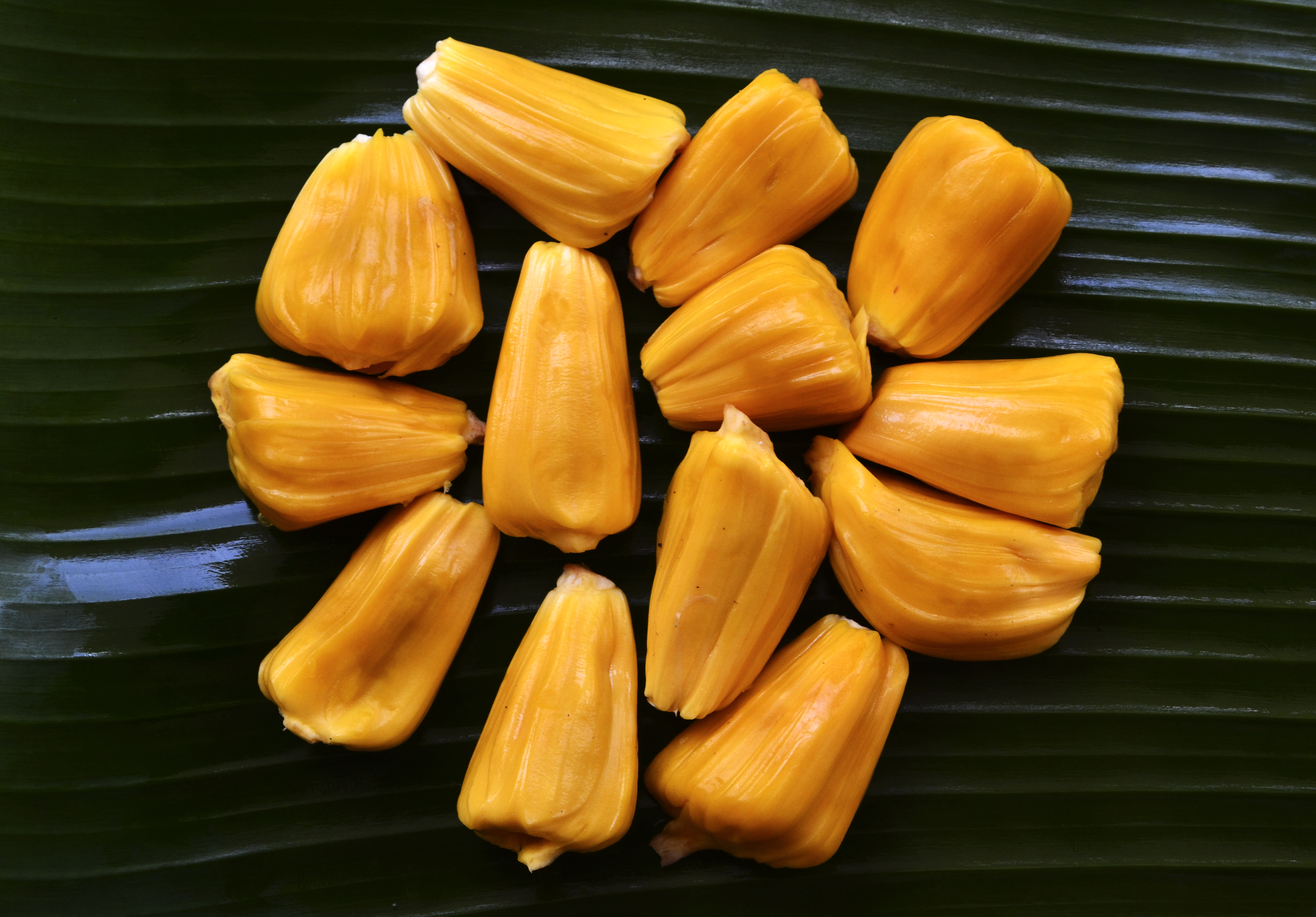
L’arille pulpeuse est la partie comestible du jacque.
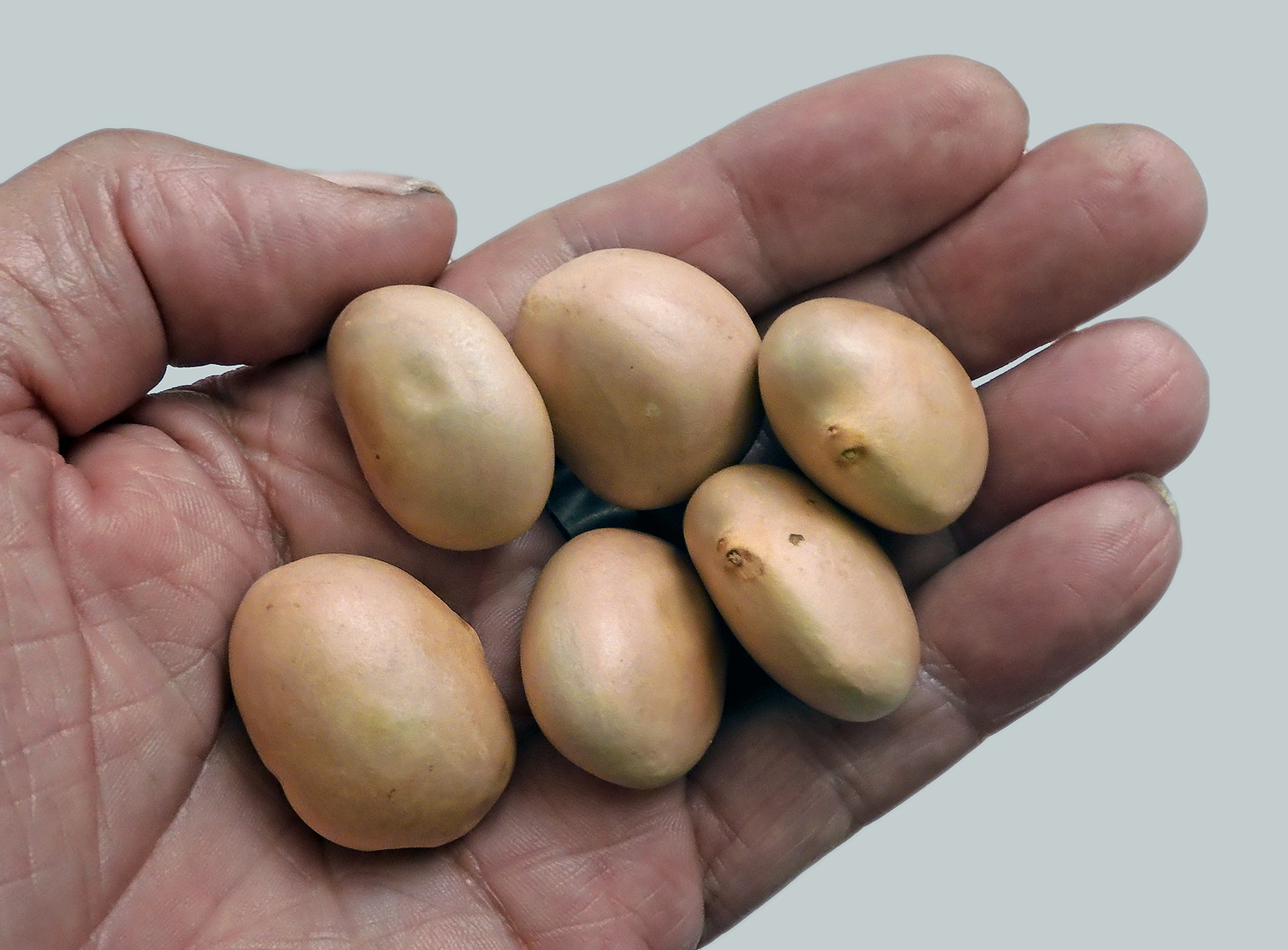
Les graines de jacquier sont comestibles après épluchage.

### Adhésif
Comme de nombreuses espèces de la famille des moracées, le jacquier produit du latex. Celui-ci est sécrété par toutes les parties de l'arbre, sauf le fruit parfaitement mûr, et il est particulièrement abondant et collant. Il circule dans de gros canaux laticifères.
La colle jaque était traditionnellement utilisée pour ses propriétés adhésives et pour piéger les oiseaux.

### Bois
Le jaquier donne un bois dur de couleur jaune à grain fin. Ce bois est apprécié en ébénisterie, pour la confection de meubles, ou en marqueterie, en raison de sa coloration marquée. Il peut aussi être utilisé en construction. Il est utilisé pour la fabrication d'instruments de musique qui font partie des gamelans ou le sueng en Thaïlande et des nombreux types de tambours pour les cérémonies et danses telles que le « Magul Bera » au Sri Lanka.
La morine extraite du bois est utilisée en teinture et pour l'impression de tissus. En Thaïlande, le Jacquier est considéré comme un arbre porte-bonheur car son bois fournit la teinture jaune de la robe des bonzes.

## Controverse
Pour certains chercheurs, tel Rodolfo Abreu, spécialiste des plantes exotiques de la forêt atlantique, le jacquier, importés d’Inde au Brésil par les colons portugais au XVIe siècle,  est une espèce invasive qui menace la biodiversité originelle de cette forêt atlantique.